# Entomophthora trinucleata
Entomophthora trinucleata är en svampart som beskrevs av S. Keller 1988. Entomophthora trinucleata ingår i släktet Entomophthora och familjen Entomophthoraceae.   Inga underarter finns listade i Catalogue of Life.